# Maria Arnholm
Maria Elisabet Wallgren Arnholm, född Arnholm den 16 mars 1958 i Partille i Göteborgs och Bohus län, är en svensk politiker (liberal), som är landshövding i Kronobergs län sedan den 1 februari 2020. Hon var statsråd (jämställdhetsminister) i Utbildningsdepartementet 2013–2014, Liberalernas partisekreterare 2014–2019 och ordinarie riksdagsledamot 2014–2020.

## Biografi
Arnholms far var skoldirektör; modern var ämneslärare och politiker för Folkpartiet samt kommunfullmäktiges ordförande i Kungälv, där Arnholm växte upp.
Arnholm studerade juridik vid Stockholms universitet 1978–1983, var redaktionssekreterare för Liberal Debatt, politisk sekreterare 1983–1991, och politiskt sakkunnig vid Socialdepartementet och chef för socialminister Bengt Westerbergs stab 1991–1994. Hon har med anledning av sitt arbete tillsammans med Westerberg pekats ut som "den första pappamånadens mamma". Från 2002 till 2006 arbetade hon som kommunikationsdirektör för Coop Norden. Från 2006 till 2012 var Arnholm verkställande direktör för PR-byrån Springtime.
Arnholm var ersättare i riksdagen för Stockholms läns valkrets under mandatperioden 1985–1988 och var tjänstgörande ersättare för Ingemar Eliasson under en kortare period hösten 1987.
Den 25 maj 2012 anställdes Arnholm som statssekreterare hos Nyamko Sabuni. Den 21 januari 2013 efterträdde hon Sabuni som jämställdhetsminister och biträdande utbildningsminister i Regeringen Reinfeldt.

### Familj
Maria Arnholm gifte sig 1984 med Bertil Östberg men är skild från honom och omgift med reklamdirektören Magnus Wallgren; hon har två söner. Hon är bosatt på Lidingö i samma villa där hon från slutet på 1980-talet delade ett bostadskollektiv med några andra folkpartister.